# نورد

انیمیشن فرایند نورد

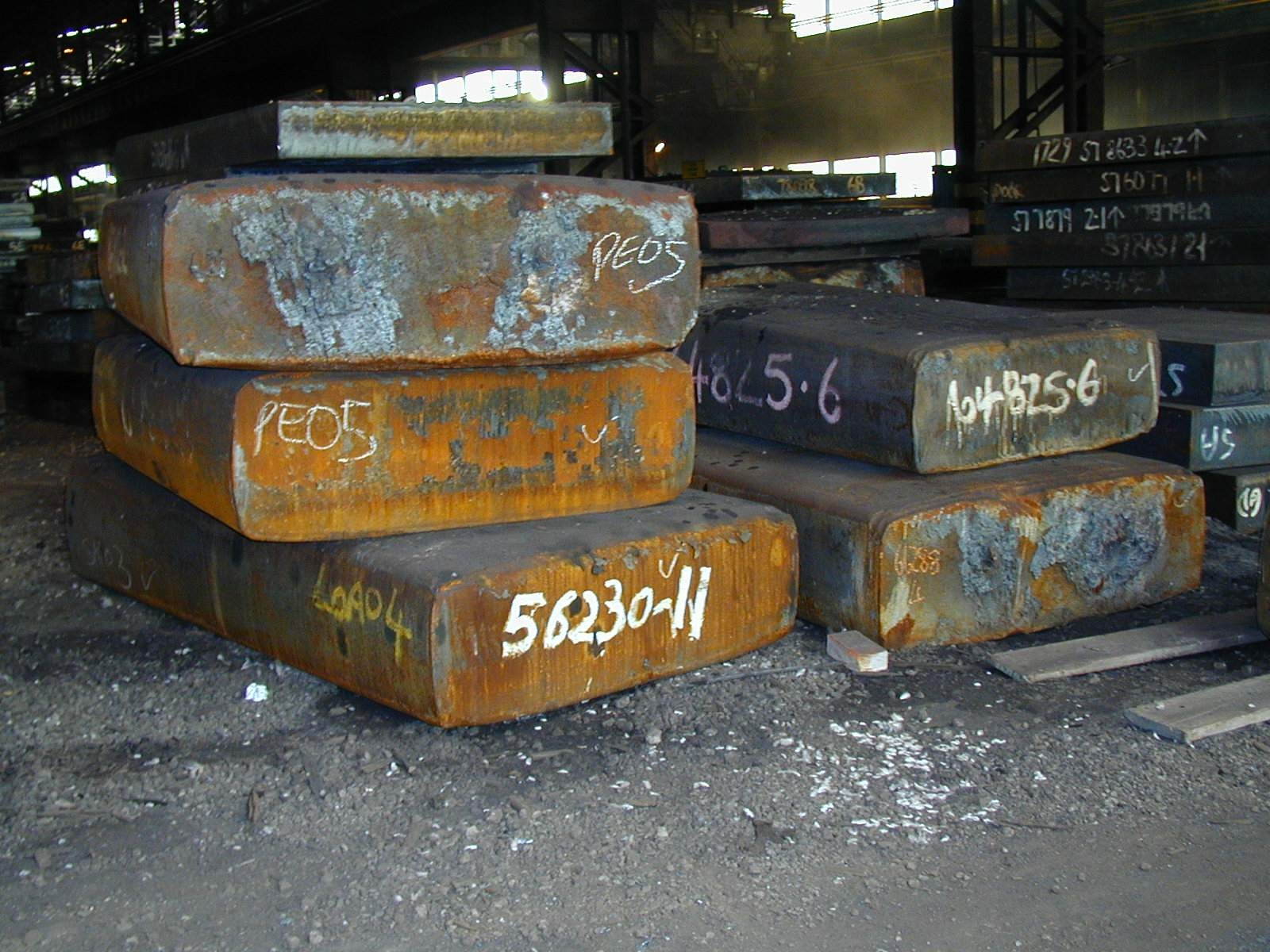
تعدادی تختال (اسلب) آهن

در فلزکاری، عملیات‌های نَوَرد (به انگلیسی: Rolling) ضخامت یک قطعه یا صفحه را کاهش می‌دهند یا سطح مقطع ماده را از طریق نیروهای فشاری اعمال شده توسط غلتک‌ها تغییر می‌دهند. نورد معمولاً اولین فرایند تبدیل یک ماده به محصول کار شده (Wrought Product) است. با نورد مواد اولیه ضخیم می‌توان آنها به شکل بلوم (Bloom)، شمش یا تختال درآورد، یا این اشکال را می‌توان مستقیماً از ریخته‌گری مداوم به‌دست آورد. بلوم قطعه‌ای فلزی است که مقطعی مربعی یا مستطیلی شکل داشته و ضخامت آن بیشتر از ۱۵ سانتیمتر و طول آن کمتر از دو برابر ضخامت است. شمش (بیلت) معمولاً کوچکتر از بلوم بوده و یک مقطع دایره‌ای شکل یا مربعی دارد. شمش معمولاً با نوعی فرایند تغییر شکل مانند نورد یا اکستروژن تولید می‌شود. تختال (یا اسلب) یک جامد مستطیل شکل است که عرض آن بیش از دو برابر ضخامت است. با نورد تختال‌ها می‌توان پلیت‌ها، ورق‌ها یا تسمه‌ها را تولید کرد. پلیت‌ها ضخامتی بیش از ۶ میلیمتر دارند، درحالی‌که محدوده ضخامت ورق‌ها و تسمه‌ها بین ۶ تا ۰٫۱ میلیمتر می‌باشد.
این محصولات نورد گرم اغلب ماده اولیه فرایندهای بعدی مانند شکل دهی سرد یا ماشینکاری را تشکیل می‌دهند. ورق‌ها و تسمه‌ها را می‌توان با ساخت به محصولاتی تبدیل کرد یا اینکه با نورد دوباره آنها را تبدیل به فویل کرد (یعنی ضخامت کمتر از ۰٫۱ میلیمتر). با نورد مجدد بلوم‌ها و شمش‌ها می‌توان آنها را تبدیل به محصولات تمام شده‌ای مانند ریل‌های قطار، ماشین آلات ، ساختمان و در آکاردئونی میله یا لوله اشاره کرد.
از نظر تناژ، نورد به وضوح در بین تمام فرایندهای تولید غالب است. تقریباً ۹۰٪ از کل محصولات فلزی حداقل یک بار عملیات نورد را تجربه می‌کنند. تجهیزات نورد و روش‌های آن به اندازه ای پیشرفته است که می‌توان محصولاتی استاندارد و با کیفیت یکنواخت را با هزینه نسبتاً کم تولید کرد. از آنجا که غلتک‌های شکل دار هم عظیم بوده و هم هزینه بالایی دارند، محصولات دارای شکل فقط در اشکال و اندازه‌های استانداردی موجود هستند که تقاضای کافی برای اجازه تولید اقتصادی دارند.

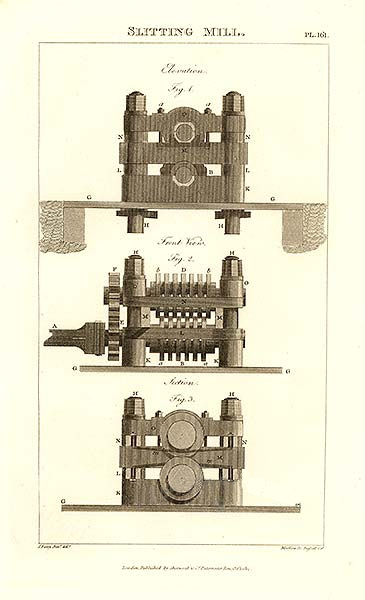
آسیاب برش، ۱۸۱۳

## آهن و فولاد
اولین کارخانه های نورد به شکل خام اما همان اصول اولیه در خاورمیانه و جنوب آسیا در اوایل ۶۰۰ قبل از میلاد یافت شد. اولین آسیاب‌های نورد، آسیاب‌های برش بودند که در سال ۱۵۹۰ از بلژیک کنونی به انگلستان معرفی شدند. تولید میله های آهن. اولین آزمایش‌ها در نورد آهن برای ورق قلع حدود سال ۱۶۷۰ انجام شد. در سال ۱۶۹۷، سرگرد جان هانبری آسیابی را در Pontypool برپا کرد تا "صفحات Pontypool" - صفحه سیاه را بغلتاند. بعداً شروع به چرخاندن مجدد و قلع کردن آن برای ساختن صفحه قلع کرد. تولید قبلی آهن صفحه ای در اروپا در آهنگری بود، نه کارخانه های نورد.
آسیاب برش برای تولید حلقه‌ها (برای بشکه‌ها) و آهن با بخش‌های نیمه گرد یا سایر بخش‌ها به وسیله وسایلی که موضوع دو اختراع c. ۱۶۷۹.
برخی از قدیمی‌ترین ادبیات در مورد کارخانه‌های نورد را می‌توان به مهندس سوئدی کریستوفر پولم در عهدنامه پدریوتیستا در سال ۱۷۶۱ ردیابی کرد، جایی که او از آسیاب‌های نورد برای آهن بشقاب و میله‌ای نام می‌برد. او همچنین توضیح می دهد که چگونه کارخانه های نورد می توانند در زمان و نیروی کار صرفه جویی کنند زیرا یک کارخانه نورد می تواند ۱ ۰تا ۲۰ یا بیشتر میله را به‌طور همزمان تولید کند.
حق اختراع در سال ۱۷۵۹ به توماس بلوکلی از انگلستان برای پرداخت و نورد فلزات اعطا شد. حق اختراع دیگری در سال ۱۷۶۶ به ریچارد فورد انگلستان برای اولین آسیاب پشت سر هم اعطا شد. آسیاب پشت سر هم آسیاب است که در آن فلز در پایه های متوالی نورد می شود. آسیاب پشت سر هم فورد برای نورد گرم میله های سیم بود.

## تاریخچه

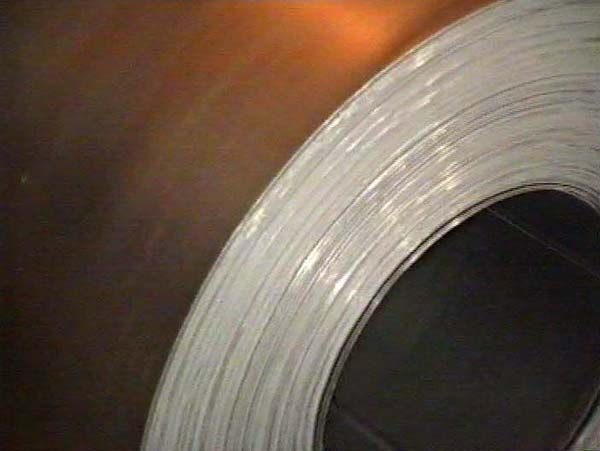
یک کویل فولادی ساخته شده به روش نورد داغ

تاریخ راستین نورد به مفهوم امروزی آن ولی در شکل‌های بسیار ساده و اندازه‌های کوچک به سده هفدهم برمی گردد. به این صورت که دو غلتک چدنی در یک چهارچوب چوبی قرار داده می‌شد و فلزاتی چون قلع و سرب را نورد می‌کردند. هر چند پیش از این از غلتک‌ها برای صاف کردن و فشردن مواد استفاده می‌شد، ولی ایده استفاده از غلتک‌ها به منظور ایجاد کاهش در سطح مقطع فلز، در این دوره به وجود آمد.
پس از آن کوشش شد از غلتک‌های بزرگتر و سنگین تر استفاده شود و گشتاور لازم برای به چرخش درآوردن آن‌ها به وسیلهٔ نیروی اسب یا پره‌های آبی تأمین می‌شد. ایده ایجاد شیار روی غلتک‌ها، به منظور شکل‌دادن به مقاطع میله‌ها و تیرها نیز به همین دوران برمی‌گردد.
قفسه‌های دو غلتکه به سرعت گام‌های تکاملی خود را پیمودند و بزودی افزون بر نورد فلزهای نرم، نورد گرم فولاد نیز شدنی شد. تنگنای نیرو و توان، ایده استفاده از غلتک‌های کوچک‌تر را مطرح کرد. زیرا صنعتگران به تجربه متوجه شده بودند که نورد با غلتک‌های کوچکتر به نیرو و توان کمتری نیاز دارد. از این‌رو استفاده از غلتک‌های کاری کوچکتر که به وسیلهٔ غلتک‌های بزرگتر پشتیبانی می‌شدند متداول شد و در اصطلاح قفسه‌های چهار غلتکه به وجود آمدند.
پس از به وجود آمدن ماشین‌های بخار و از بین رفتن تنگناهای نیرو و توان، قفسه‌های نورد دوباره بزرگتر شدند و موتورهای با توان بسیار بالا، در اندازه‌های ۱۵۰۰۰ اسب برای نوردهای سنگین شمش‌های فولادی بکار گرفته شدند. موتر و قفسه‌های نورد به تندی گام‌های تکامل خود را پیمودند به‌طوری‌که فراورده‌های نورد، به ویژه فولادها، به مهم‌ترین فراورده‌های فلزی در سطح جهان تبدیل شدند. برای بسیاری از فراورده‌ها، روش‌های نورد، جایگزین دیگر روش‌های شکل‌دادن فلزها، همانند آهنگری و ریخته‌گری شدند. در این راستا آشنایی با اصول طراحی مراحل نورد بسیار حائز اهمیت است.
همراه و در کنار قفسه‌های نورد، دیگر بخش‌های کارخانجات نورد، همچون کوره‌های ذوب، ماشین‌های ریخته‌گری برای آماده‌سازی شمش‌های اولیه، کوره‌های پیش گرم برای گرم کردن شمش‌ها، خطوط جابجایی، حمام‌های اسیدشویی، کوره‌های عملیات گرمایی، حمام‌های آبکاری، ماشین‌های بسته‌بندی و غیره نیز گام‌های تکاملی خود را پیمودند.

## نورد مدرن
تا وارد قرن هجدهم شده‌ایم، آسیاب‌های نوردی انرژی خود را از چرخ‌های آبی می‌گرفتند. نخستین استفاده ثبت‌شده از یک موتور بخار برای مستقیم میل بندی به جان Wilkinson در کارخانه‌های Bradley که در سال ۱۷۸۶، یک موتور Boulton و Watt به یک کارخانه میل بندی و ریداری متصل شد، باز می‌گردد. استفاده از موتورهای بخار قابلیت‌های تولیدی کارخانه‌ها را به طرز چشمگیری افزایش داد، تا این نوع قدرت توسط موتورهای الکتریکی به سرعت پس از سال ۱۹۰۰ جایگزین شد.
مسلماً به تلاش‌های نخستین هنری کورت (Henry Cort) از کارخانه‌های آهن Funtley، نزدیک به Fareham در Hampshire، انگلستان برمی‌گردد که می‌توان روش نورد مدرن را به وی نسبت داد.در سال ۱۷۸۳، یک شماره ثبت اختراع برای هنری کورت به دلیل استفاده او از رول های شیاردار برای نورد میله های آهنی صادر شد. با این طراحی جدید، کارخانه‌ها قادر بودند روزانه ۱۵ برابر بیشتر خروجی تولید کنند نسبت به بازوکاری. اگرچه کورت اولین کسی نبود که از رول های شیاردار استفاده کرد، اما اولین کسی بود که استفاده از بسیاری از بهترین ویژگی های فرایندهای مختلف آهن سازی و شکل دهی شناخته شده در آن زمان را با هم ترکیب کرد. بنابراین نویسندگان مدرن او را "پدر نورد مدرن" نامیده اند.
نخستین کارخانه نورد ریل توسط جان بیرکنشاو (John Birkenshaw) در کارخانه‌های آهن Bedlington در نورثامپتون، انگلستان، در سال ۱۸۲۰ تأسیس شد، جایی که او ریل‌های آهن تنوری به طول ۱۵ تا ۱۸ فوت تولید می‌کرد. با پیشرفت فناوری در کارخانه‌های نورد، اندازه کارخانه‌های نورد به همراه اندازه محصولاتی که در حال نورد شدن بودند، به سرعت افزایش یافت. یک مثال این موضوع در نمایشگاه بزرگ لندن در سال ۱۸۵۱ بود، جایی که توسط شرکت آهن Consett، یک پلاک به طول ۲۰ فوت، عرض ۳.۵ فوت و ضخامت ۷/۱۶ اینچ و وزن ۱،۱۲۵ پوند ارائه شد. گسترش بیشتری از کارخانه نورد با معرفی کارخانه‌های سه رولی در سال ۱۸۵۳ صورت گرفت که برای نورد بخش‌های سنگین استفاده می‌شدند.

## فرایند

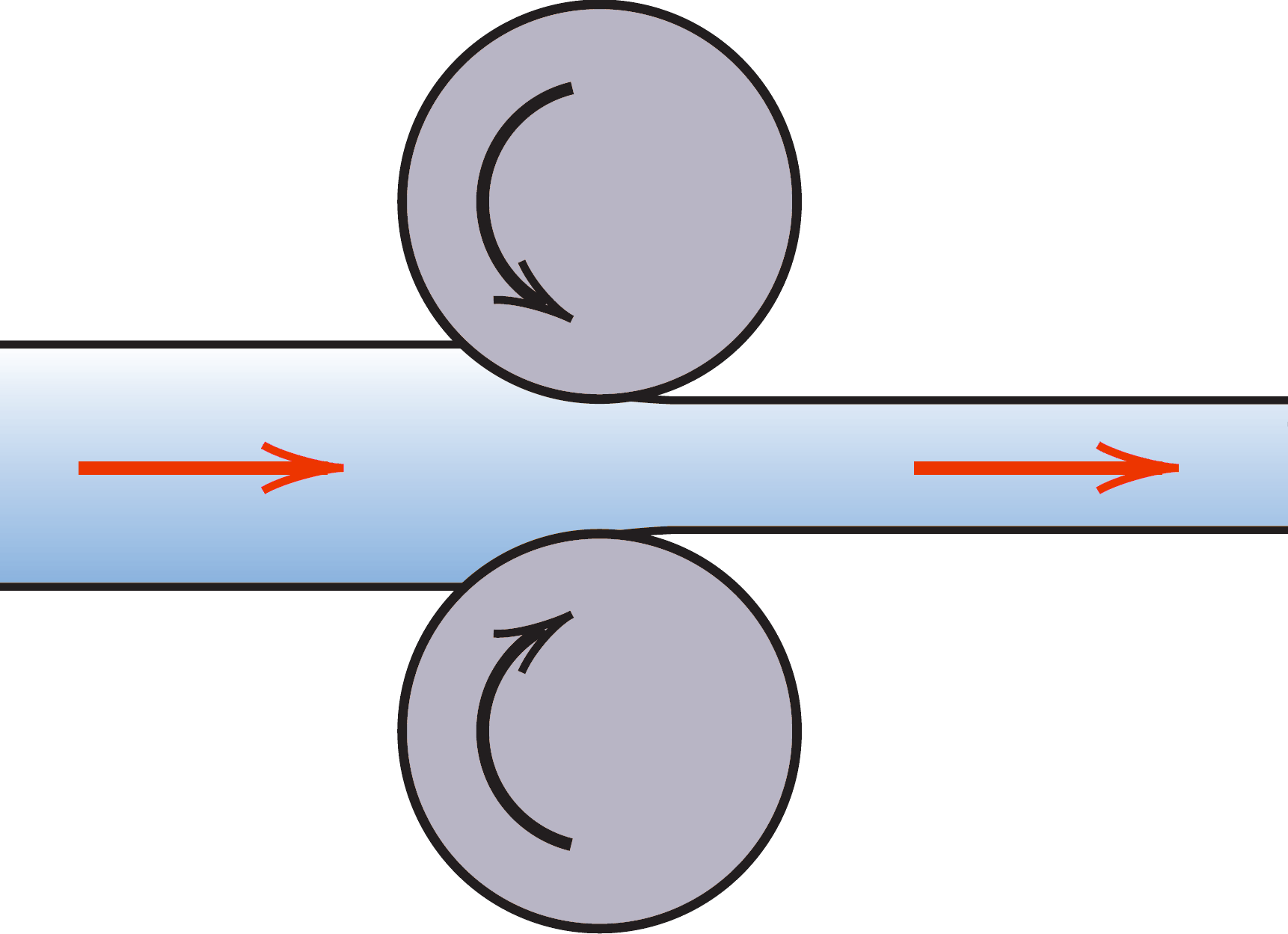
فرایند نورد

در فرایند نورد ساده، فلز از بین دو غلتک عبور می‌کند که در جهت مخالف می‌چرخند، فاصله بین غلتک‌ها تا حدودی کمتر از ضخامت فلز ورودی است. از آنجا که غلتک‌ها سرعت سطحی بیشتری از سرعت فلز ورودی دارند، اصطکاک در امتداد خط تماس باعث حرکت فلز به جلو می‌شود. سپس فلز برای جبران کاهش ضخامت یا سطح مقطع، فشرده شده و طول آن افزایش می‌یابد. مقدار تغییر شکل قابل دستیابی در یک عبور واحد بین یک جفت غلتک مشخص، به شرایط اصطکاک در طول خط اتصال بستگی دارد. در صورتی که بار زیادی در یک پاس اعمال شود، غلتک‌ها نمی‌توانند مواد را پیش ببرند و به راحتی از سطح آن عبور می‌کنند. اگر بار خیلی کمی اعمال شود، عملیات موفقیت‌آمیز خواهد بود، اما افزایش دفعات مورد نیاز تولید یک قطعه معین، هزینه تولید را افزایش خواهد داد.

## نورد سرد و نورد گرم

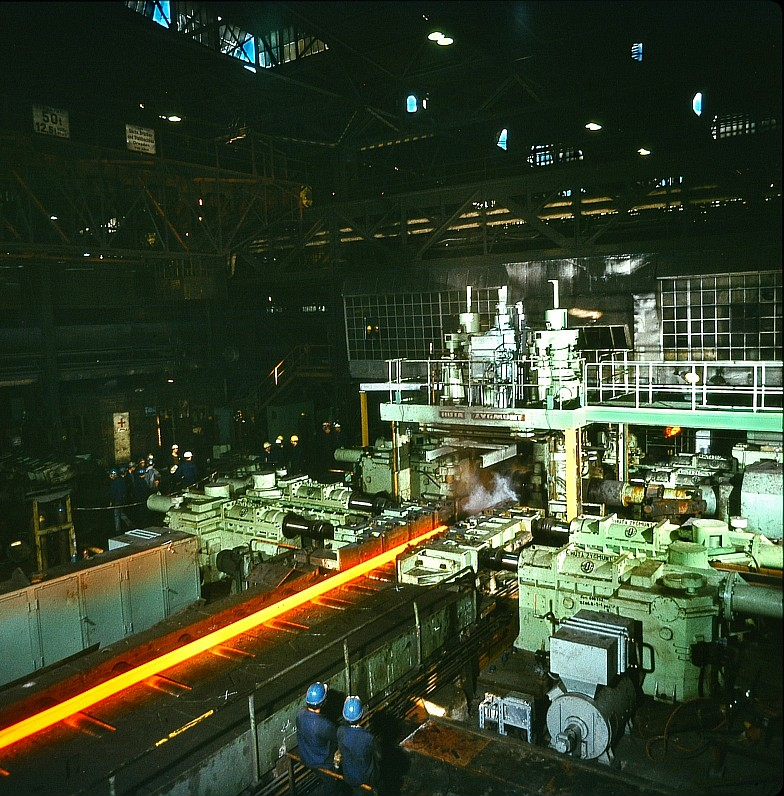
نورد داغ
نورد داغ (Hot rolling) یک فرایند فلزکاری است در دمایی بالاتر از دمای تبلور مجدد ماده رخ می دهد. پس از آنکه شکل دانه ها در حین فرایند دچار تغییر شدند، آنها تبلور مجدد می یابند که یک ریزساختار هم محور دانه را به‌وجود می‌آورند که این اتفاق از سخت شدن فلز جلوگیری می کند. ماده اولیه مورد استفاده در این فرایند معمولاً قطعات بزرگ فلز می باشند ازجمله محصولات نیمه تمام شده ریخته گری می باشد ؛  مانند شمش، اسلب، شمشه و بیلت.

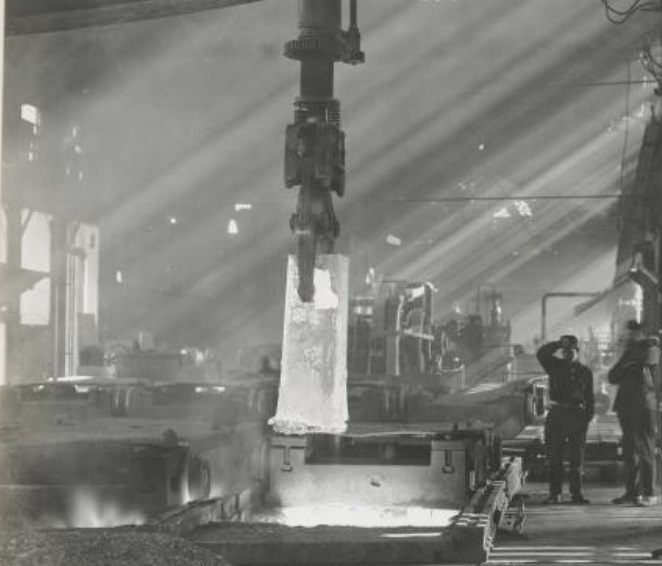
تصویری از یک شمش در حال خروج از کوره عمیق

در این فرایند مانند تمام فرایندهای کار داغ دیگر، برای موفقیت نیاز به کنترل دمای مناسب داریم. ماده اولیه باید حرارت داده شده تا به یک دمای یکنواخت برسد. اگر این توزیع دما در طول قطعه یکنواخت نباشد، نورد قطعه یکنواخت نخواهد بود. فرض کنید قطعه ای قرار است جهت نورد، گرم شود. اگر زمان نگهداری در کوره ناکافی باشد، به جای حرکت و تغییر شکل قسمت‌های داخلی، سطح خارجی گرم تر تغییر شکل خواهد داد. برعکس، اگر قطعه ای که به صورت یکنواخت گرم شده‌است، در بیرون از کوره یا پس از عملیات‌های دیگر خنک شود، سطوح خارجی خنک تر در مقابل تغییر شکل مقاومت کرده و باعث ایجاد عیوبی از قبیل ترک خوردگی یا پاره شدگی قطعه می‌شوند.

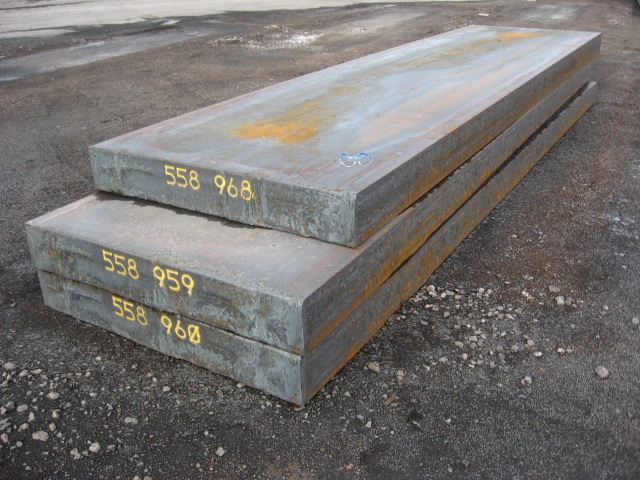
تصویری از اسلب های سرد شده حاصل از نورد داغ

فرایندهای نورد گرم معمولاً زمانی که دمای قطعه به ۵۰ تا ۱۰۰ درجه سلسیوس بالاتر از دمای تبلور مجدد افت کند، پایان داده می‌شوند. چنین دمای پرداختی تولید یک اندازه دانه ریز را تضمین کرده و از احتمال سخت شدن کرنشی ناخواسته جلوگیری می‌کند.
اگر این محصولات از یک عملیات ریخته‌گری مداوم (پیوسته) به دست آمده باشند، معمولاً محصولات مستقیماً در همان دمای مناسب وارد دستگاه نورد می‌شوند . در عملیات های کوچکتر، در دمای اتاق نورد شروع می شود و باید در طول فرایند گرم شود.این کار برای قطعات بزرگتر در یک کوره عمیق با سوخت گاز یا نفت  انجام می شود.همچنین برای قطعات کوچکتر ، از گرمایش القایی استفاده می‌شود  .  همان‌طور که بر روی  ماده کار صورت می گیرد ، دما باید کنترل شود تا بالاتر از دمای تبلور مجدد باقی بماند.
برای حفظ ضریب ایمنی، دمای پایان عملیات بالاتر از دمای تبلور مجدد درنظر گرفته می‌شود. این دما معمولاً ۵۰ تا ۱۰۰ درجه سانتیگراد (۹۰ تا ۱۸۰ درجه فارنهایت) بالاتر از دمای تبلور مجدد است. اگر دما کمتر از این مقدار شود، مواد باید قبل از مرحله بعدی نورد دوباره گرم شوند.

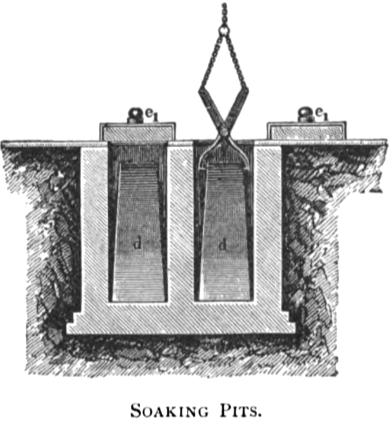
تصویری از
کوره های مورد استفاده برای گرم کردن شمش های فولاد قبل از نورد

فلزات نورد گرم عموماً جهت دهی کمی در خواص مکانیکی یا تنش پسماند ناشی از تغییر شکل دارند.با این حال، در موارد خاص، اجزای غیر فلزی مقداری جهت دهی را ایجاد می‌کنند و در نتیجه قطعات کار با ضخامت کمتر از 20 میلی‌متر (۰.۷۹ اینچ) اغلب ویژگی‌های جهتی دارند.سرد شدن غیر یکنواخت قطعه باعث ایجاد تنش‌های پسماند زیادی می‌شود که معمولاً در اشکالی که سطح مقطع غیریکنواختی دارند مانند تیرهای  I شکل رخ می‌دهد.
در حالی که محصول نهایی کیفیت خوبی دارد، سطح آن با زنگ نورد پوشانده شده است .  زنگ نورد اکسیدی است که در دماهای بالا و در اثر نورد کردن تشکیل می شود.معمولاً از طریق اسید شویی یا فرایند smooth clean surface (SCS) سطحی صاف بدست می آید

وتلورانس های ابعادی معمولاً ۲ تا ۵ درصد ابعاد کلی است.

به نظر می رسد فولاد کم کربن نورد گرم نسبت به فولاد نورد سرد تحمل میزان بیشتری از  کربن را دارد و بنابراین استفاده از آن  برای آهنگر دشوارتر است.
نورد گرم عمدتاً برای تولید ورق کاری یا مقاطع ساده مانند ریل راه آهن استفاده می شود.
نورد سرد
نورد سرد  فلز در دمایی پایین تر از دمای تبلور مجدد (معمولاً در دمای اتاق) اتفاق می‌افتد که استحکام قطعه را از طریق  سخت گردانی کرنشی تا ۲۰% افزایش می‌دهد.همچنین پرداخت سطح را بهبود می بخشد و تحمل آن بیشتر می شود.معمولاً محصولات نورد سرد شامل ورق، تسمه، میله و میلگرد است.این محصولات معمولا کوچکتر از  محصولاتی هستند که نورد گرم می شوند.به دلیل اندازه کوچکتر قطعات کار و استحکام بیشتر آنها در مقایسه با نورد گرم، دستگاه های نورد چهار غلتکی و یا خوشه ای استفاده می شود.
نورد سرد نمی تواند ضخامت قطعه کار را به اندازه نورد گرم در یک مرحله نورد کردن کاهش دهد.ورق ها و نوارهای نورد سرد در انواع مختلفی وجود دارند، ازجمله: تمام سخت، نیمه سخت، یک چهارم سخت و نورد پوسته.نورد تمام سخت ضخامت را تا 50% کاهش می دهد، در حالی که سایر موارد کاهش کمتری دارند . سپس فولاد نورد سرد آنیل می شود تا شکل پذیری در آن ایجاد شود که به عنوان نورد سرد و آنیل بسته ( Close Annealed ) شناخته می شود.
نورد پوسته ای ، کمترین میزان کاهش را شامل می شود: ۰.۵-۱%.
معمولاً در فرایندهای سردکاری بعدی که به شکل‌پذیری خوب نیاز است، از مواد نورد پوسته ای استفاده می‌شود.
اگر سطح مقطع نسبتاً یکنواخت و بعد عرضی نسبتاً کوچک باشد، می توان از سایر اشکال  نورد سرد را استفاده کرد.اشکال نورد سرد مستلزم یک سری عملیات شکل دهی است که معمولاً در امتداد خطوط اندازه، شکست، سخا کاری، نیمه سخت کاری، نیمه پرداخت و پرداخت است.
اگرچه پرداخت سطح قطعه با انجام عملیات آهنگری موجب بدست آمدن  سطوح صاف تر و پایدار تر می شود و همچنین با این کار میزان  کربن  محصور شده پایین تری در فولاد را خواهیم داشت، اما این کار به قیمت گران تر بودن محصول نهایی تمام می شود .

## چیدمان نورد

چینش غلتک‌های یک دستگاه نورد سندزیمیر یا Z-mill که نوعی دستگاه نورد با چینش خوشه ای می‌باشد.

چیدمان‌های مختلفی برای غلتک‌های نورد وجود دارد. دستگاه نورد ساده شامل دو غلتک رو در روی هم است که به آن دستگاه نورد دو طبقه (two-high) گفته می‌شود. قطر غلتک‌های این نوع نورد بین ۰٫۶ تا ۱٫۴ متر است. غلتک‌های دو طبقه می‌توانند قابلیت چرخش معکوس نیز داشته باشند که در این حالت قطعه عبور داده شده، دوباره برگردانده شده و از نورد عبور داده می‌شود. مشکل غلتک‌های نوع معکوس شونده ممنتوم‌های زاویه ای بزرگ تولید شده توسط غلتک‌ها و مشکلات فنی مربوط به مکانیزم چرخش معکوس آن است. در دستگاه نورد سه طبقه (three-high) نیاز به معکوس کردن غلتک‌ها نیست، اما در انتهای هر مسیر نیاز به نوعی بالابر یا احتمالاً وسیله مکانیکی جهت چرخاندن قطعه است.
غلتک‌های قطر کوچکتر، برای یک کاهش ضخامت معین، طول تماس کمتری ایجاد می‌کنند. به همین دلیل برای ایجاد تغییر شکل لازم به نیرو و انرژی کمتری نیاز دارند. اما از طرفی سطح مقطع کوچکتر، باعث کاهش سفتی شده، و غلتک‌ها مستعد خمش می‌شوند، چرا که غلتک‌ها از انتها نگه داشته شده و توسط فلزی که از وسط عبور می‌کند از هم جدا می‌شوند (شرایطی که به عنوان خمش سه نقطه ای شناخته می‌شود).
در چیدمان‌های چهار طبقه و خوشه ای (Cluster) از غلتک‌های پشتیبان (Backup roll) برای پشتیبانی از غلتک‌های کار کوچکتر استفاده می‌شود. این پیکربندی‌ها در نورد گرم ورق و پلیت‌های عریض، و در نورد سرد استفاده می‌شود، که در آن حتی انحنای کوچکی در غلتک منجر به تغییر غیرقابل قبول ضخامت محصول می‌شود. فویل‌ها تقریباً همیشه روی غلتک‌های خوشه ای نورد می‌شوند زیرا ضخامت کم آن به غلتک‌هایی با قطر کوچک نیاز دارد. در یک دستگاه نورد خوشه ای، غلتک در تماس با کار می‌تواند قطری به کوچکی ۶ میلی‌متر (¼ اینچ) نیز داشته باشد. برای مقابله با مشکل تولید غلتک‌هایی با قطر بسیار کم، برخی از فویل‌ها توسط pack rolling یا نورد بسته‌ای تولید می‌شوند. در این فرایند به‌طور همزمان دو یا چند لایه فلز به عنوان ماده ورودی وارد نورد می‌شوند تا ضخامت کافی برای کشش ماده وجود داشته باشد.

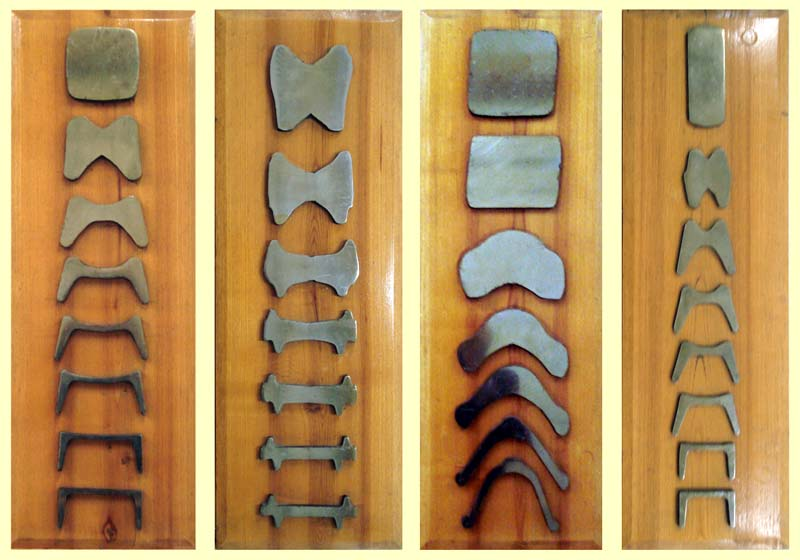
مقاطع تولید شده توسط فرایندهای مختلف نورد پیوسته.

در نورد محصولات غیر تخت یا شکل دار، مانند تیرهای ساختمانی و ریل‌های راه‌آهن، مجموعه ای از غلتک‌ها حاوی شیارهای شکل دار هستند که به ترتیب شکل مورد نظر را تشکیل می‌دهند، سطح مقطع را کاهش می‌دهند و جریان فلز را کنترل می‌کنند.

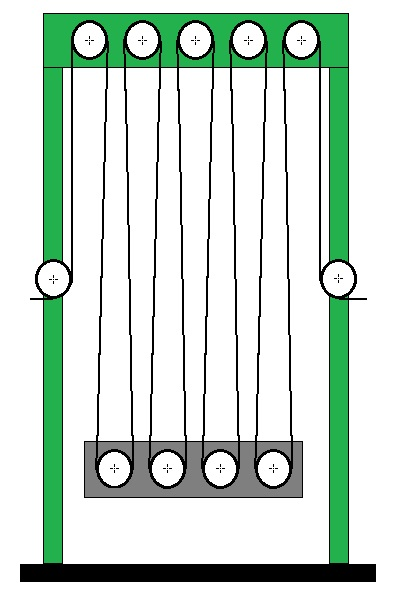
طرحی از برج حلقه ای

## نورد تاندم
مقاله اصلی: آسیاب نورد تاندم
آسیاب تاندم نوع خاصی از آسیاب نورد مدرن است که در آن نورد در یک پاس انجام می شود. در یک کارخانه نورد سنتی، نورد در چند پاس انجام می شود، اما در آسیاب پشت سر هم چندین پایه وجود دارد (≥۲ پایه) و کاهش پی در پی انجام می شود. تعداد غرفه ها از ۲ تا ۱۸ است.
آسیاب های پشت سر هم می توانند از نوع سرد یا گرم باشند.
کارخانه های نورد سرد ممکن است بیشتر به پردازش پیوسته یا دسته ای تقسیم شوند.
یک آسیاب پیوسته دارای یک برج حلقه‌ای است که به آسیاب اجازه می‌دهد تا به آرامی نوار را در برج بغلتد، در حالی که یک جوشکار نواری دم سیم‌پیچ فعلی را به سر سیم‌پیچ بعدی متصل می‌کند.در انتهای خروجی آسیاب معمولاً یک قیچی پرنده (برای برش نوار در محل جوش یا نزدیک آن) وجود دارد که توسط دو کویلر دنبال می شود. یکی در حال تخلیه در حالی که دیگری بر روی سیم پیچ فعلی می پیچد.
برج های حلقه در مکان های دیگر نیز استفاده می شود. مانند خطوط آنیل پیوسته و قلع اندود الکترولیتی پیوسته و خطوط گالوانیزه پیوسته.

## نورد حلقه

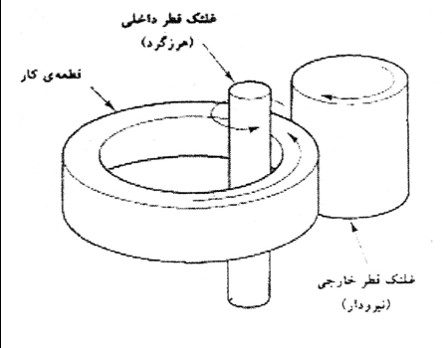
نورد حلقه‌

نورد حلقه (ring rolling) یک فرایند نورد خاص است که در آن یک غلتک داخل سوراخ حلقه ای با دیواره ضخیم قرار گرفته، و غلتکی دیگر از خارج فشار وارد می‌کند. با چرخش و فشرده شدن حلقه یا رینگ، ضخامت دیواره کاهش یافته و قطر آن افزایش می‌یابد. با استفاده از غلتک‌های شکل دار می‌توان انواع و اقسام مختلفی از مقاطع را ایجاد کرد. ساختار دانه بندی حلقه‌های بدون درز ایجاد شده در راستای محیط بوده، و در صنایعی مانند موشک سازی، توربین‌ها، هواپیماها، خطوط لوله، و مخازن تحت فشار کاربرد دارند. توسط این روش رینگ‌هایی با قطر ۸ متر و ارتفاع وجه ۲ متر نیز قابل تولید است.

## نورد رزوه

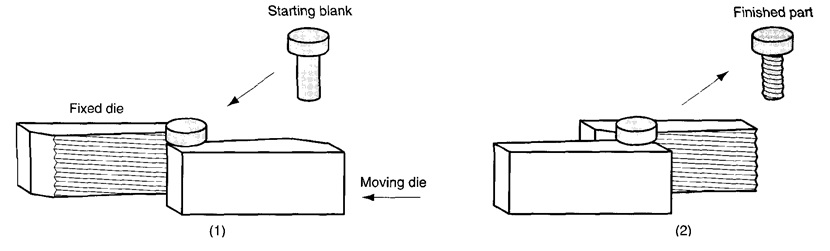
نورد رزوه

نورد رزوه (Thread Rolling) یک فرایند شکل دهی در حالت سرد است که در آن رزوه‌هایی صاف یا مخروطی بر روی میلگردها یا سیم‌ها شکل داده می‌شود. این رزوه‌ها با حرکت رفت و برگشتی یک جفت قالب تخت بر روی میله یا سیم شکل داده می‌شوند. حالتی دیگر در نورد رزوه وجود دارد که رزوه‌ها توسط یک جفت قالب دورانی شکل داده می‌شوند. نرخ تولید در این حالت می‌تواند تا ۸۰ قطعه در ثانیه نیز برسد. محصولات متداول ساخته شده توسط این فرایند پیچ‌های خودکار، پیچ‌های ماشین و سایر قطعات دنده ای می‌باشد. بسته به طراحی قالب، قطر بزرگ یک رزوه نورد شده می‌تواند بزرگتر یا کوچکتر از یک رزوه ماشینکاری شده باشد، به عبارتی برابر با قطر ماده خام. توسط فرایند نورد رزوه محصولات دیگری نیز قابل تولید است. برای مثال برخی چرخ دنده‌ها یا شیارهای رو قطعات نیز توسط این فرایند تولید می‌شوند.
مزیت ساخت رزوه با روش نورد، استحکام بالای رزوه‌ها (به دلیل طبیعت کار در حالت سرد) و همچنین عدم تولید هیچ‌گونه ضایعات فلزی می‌باشد. صافی سطح ایجاد شده بسیار بالا بوده و تنش‌های فشاری پسماند القا شده بر روی سطح باعث افزایش عمر خستگی پیچ می‌شود. ساخت رزوه به روش نورد برترین روش تولید رزوه می‌باشد، چرا که ماشینکاری رزوه باعث برش ماده از درون جریان دانه‌ها می‌شود و این در حالی است که نورد رزوه‌ها باعث بهبود جریان دانه‌ها به صورتی می‌شود که عمر قطعه افزایش یابد.
چرخ دنده‌های ساده و مارپیچی را نیز می‌توان با فرایندی مشابه نورد دنده تولید کرد. این فرایند را می‌توان بر روی قطعات استوانه ای خام یا قطعات از پیش تراشیده شده انجام داد. چرخ دنده‌های ساخته شده به روش نورد سرد کاربرد گسترده‌ای در سیستم انتقال قدرت خودروها و ابزارهای برقی دارد. برای ساخت رزوه داخلی به روش شکل دهی سرد می‌توان از قلاویزهای شکل دهی بدون شیار (قلاویز فرمینگ) استفاده کرد. این روش نیز مانند شکل دهی رزوه خارجی دقیق بوده و رزوه ای با استحکام بالا تولید می‌کند.
برای دستیابی به سطوحی صاف و یکپارچه و به حداقل رساندن عیوب، روانکاری امری ضروری است. روانکاری بر روی نحوه تغییر شکل ماده تأثیر می‌گذارد که در فرایند شکل دهی بسیار مهم است، چرا که می‌تواند مانع ایجاد عیوب داخلی شود. قالب‌های نورد که معمولاً از فولادهای سخت کاری شده ساخته می‌شوند، به دلیل شکل پیچیده شان معمولاً گران‌قیمت هستند. معمولاً پس از خورده شدن آنها نمی‌توان مجدداً آنها را سنگ زنی کرد. اما با انتخاب صحیح جنس قالب و آماده‌سازی، می‌توان عمر قالب‌ها را تا چندین میلیون قطعه نیز افزایش داد.

## عیوب

### ضخامت در طول تغییر می کند
در نورد گرم، اگر دمای قطعه کار یکنواخت نباشد، جریان مواد در قسمت‌های گرم‌تر بیشتر و در خنک‌تر کمتر اتفاق می‌افتد. اگر اختلاف دما به اندازه کافی زیاد باشد، ممکن است ترک خوردگی و پارگی رخ دهد. بخش‌های خنک‌تر، در میان چیزهای دیگر، نتیجه تکیه‌گاه‌های موجود در کوره حرارت‌دهی مجدد هستند.

پیستون هیدرولیک تصحیح کننده رول BU خارج از دور

هنگام نورد سرد، تقریباً تمام تغییرات ضخامت نوار نتیجه خروج از مرکز و دور بودن رول های پشتیبان از پایه ۳ آسیاب نوار داغ تا محصول نهایی است.
اندازه خروج از مرکز رول پشتیبان می تواند تا ۱۰۰ میکرومتر در هر پشته باشد. خروج از مرکز را می توان با ترسیم تغییرات نیرو در برابر زمان با آسیاب در حالت خزش، عدم وجود نوار، و پایه آسیاب در زیر صورت، اندازه گیری کرد.
تجزیه و تحلیل فوریه اصلاح شده توسط آسیاب سرد ۵ پایه در بلوسکوپ استیل، پورت کمبلا از سال ۱۹۸۶ تا زمانی که تولید کارخانه سرد در سال ۲۰۰۹ متوقف شد، استفاده شد. در هر سیم پیچ، انحراف ضخامت خروجی ۱۰ برابر برای هر متر نوار در یک فایل ذخیره می شد. این فایل به‌طور جداگانه برای هر فرکانس/طول موج از ۵ متر تا ۶۰ متر در گام های ۰.۱ متر تجزیه و تحلیل شد. برای بهبود دقت، دقت شد که از مضرب کامل هر طول موج (۱۰۰*) استفاده شود. دامنه های محاسبه شده بر اساس طول موج ترسیم شد، به‌طوری که می توان اسپک ها را با طول موج های مورد انتظار ایجاد شده توسط رول های پشتیبان هر پایه مقایسه کرد.
اگر یک پایه آسیاب با پیستون های هیدرولیک به صورت سری با پیچ های مکانیکی الکتریکی یا به جای آنها نصب شده باشد، می توان اثر خروج از مرکز رول پشتیبان پایه را از بین برد. در حین غلت زدن، خروج از مرکز هر رول پشتیبان با نمونه گیری از نیروی رول و تخصیص آن به قسمت مربوط به موقعیت چرخشی هر رول پشتیبان تعیین می شود. این ضبط‌ها سپس برای کارکرد پیستون هیدرولیک به‌منظور خنثی‌کردن خروج از مرکز استفاده می‌شوند.

### صافی و شکل
در یک قطعه کار فلزی تخت، مسطح بودن یک ویژگی توصیفی است که میزان انحراف هندسی از صفحه مرجع را مشخص می کند. انحراف از صافی کامل نتیجه مستقیم شل شدن قطعه کار پس از نورد سرد یا گرم است که به دلیل الگوی تنش داخلی ناشی از عملکرد فشاری عرضی غیریکنواخت رول‌ها و خواص هندسی ناهموار مواد ورودی است. توزیع عرضی تنش دیفرانسیل کرنش/کشش ناشی از تنش با توجه به میانگین تنش اعمالی ماده معمولاً به عنوان شکل نامیده می شود. با توجه به رابطه دقیق بین شکل و صافی، این اصطلاحات را می توان به صورت قابل تعویض استفاده کرد. در مورد نوارها و ورق‌های فلزی، صافی نشان‌دهنده افزایش طول الیاف در عرض قطعه کار است. این ویژگی باید تحت یک کنترل دقیق مبتنی بر بازخورد باشد تا ماشین‌کاری ورق‌های فلزی در فرایندهای تبدیل نهایی تضمین شود. برخی از جزئیات تکنولوژیکی در مورد کنترل بازخورد صافی در اینجا آورده شده است.

### مشخصات
نمایه از اندازه گیری تاج و گوه تشکیل شده است. تاج ضخامت در مرکز در مقایسه با ضخامت متوسط در لبه های قطعه کار است. گوه اندازه گیری ضخامت یک لبه در مقابل لبه دیگر است. هر دو ممکن است به صورت اندازه گیری های مطلق یا اندازه گیری های نسبی بیان شوند. به عنوان مثال، یکی می تواند ۲ میل تاج داشته باشد (مرکز قطعه کار 2 میلی متر از لبه ها ضخیم تر است)، یا می تواند ۲٪ روکش داشته باشد (مرکز قطعه کار ۲٪ ضخیم تر از لبه ها است).
معمولاً داشتن تاج در قطعه کار مطلوب است زیرا این امر باعث می شود قطعه کار به سمت مرکز آسیاب کشیده شود و در نتیجه با پایداری بیشتری کار کند.